# Eriogonum thornei
Eriogonum thornei är en slideväxtart som först beskrevs av Reveal & Henr., och fick sitt nu gällande namn av L.M. Shultz. Eriogonum thornei ingår i släktet Eriogonum och familjen slideväxter. Inga underarter finns listade i Catalogue of Life.